# Kajew (województwo łódzkie)
Kajew – wieś w Polsce położona w województwie łódzkim, w powiecie kutnowskim, w gminie Krośniewice.
Przez wieś prowadzi droga krajowa nr 91.
27 marca 1939, 50,7 ha wsi Kajew (a także Krośniewice-Kolonię) włączono do miasta Krośniewice.
W latach 1975–1998 miejscowość administracyjnie należała do województwa płockiego.

## Zabytki nieistniejące
- mariawicki kościół parafialny pw. Wniebowzięcia Najświętszej Maryi Panny wzniesiony po 1918 r. w stylu neogotyckim, rozebrany w latach 80. XX w.[6]